# Versatile Multilayer Disc
Die Versatile Multilayer Disc (VMD) war ein digitales optisches Speichermedium. Mit einer theoretisch bis zu 100 Gigabyte großen Kapazität pro Scheibe stand sie in Konkurrenz zur HD DVD und der Blu-ray Disc und wurde daher auch als „HD VMD“ bezeichnet. Sie sollte ursprünglich mit gewöhnlichen DVD-Laufwerken und -Spielern gelesen werden können. Für die ersten VMDs in Serie sollten jedoch eigene Player auf den Markt gebracht werden. Als Typbezeichnung wurde der HD VMD Player ML 777 genannt. 
Seit Dezember 2010 sind alle Hersteller-Webseiten nicht mehr erreichbar. Es scheint, als wären alle Bemühungen bezüglich der Entwicklung der VMD eingestellt worden.

## Erfinder
Die VMD wurde von der 1999 gegründeten New Medium Enterprises Inc. (NME) mit Sitz in Nottingham entwickelt.

## Technik und Vermarktung
Die VMD enthält anders als herkömmliche DVDs mehr als zwei Schichten, die mit dem vom herkömmlichen DVD-Player bekannten roten Laserstrahl ausgelesen werden. Die Schichten sind halbdurchsichtig und müssen vom Laser präzise in der Tiefe angesteuert werden. Im Dezember 2006 hat NME bis zu 10 Layer beschreiben und auslesen können. Die ersten VMDs in Serie sollten voraussichtlich 40 GB fassen können. Von NME wurde ein eigener Player entwickelt. Dessen Technologie sollte den Hardware-Herstellern per Lizenzvertrag zur Verfügung gestellt werden. Die Produktionskosten von VMDs sollten nach Angaben des niederländischen Herstellers ODMS bei 9 Eurocent pro Stück liegen. Single-Layer-DVDs werden zu Stückpreisen von etwa 6 Eurocent produziert. Anders als bei den Konkurrenzformaten HD DVD und Blu-ray war bei der VMD keine DRM-Technologie geplant.
Zur IFA 2007 wurden von NME Discs mit 15 und 20 GB Kapazität vorgestellt, die 2008 in Deutschland auf den Markt gebracht werden sollten. Noch 2007 sollte ursprünglich die Markteinführung in Australien, Island, Indien, Polen und Skandinavien erfolgen, wo die Player (180–250 €) mit einigen Filmen gebündelt werden sollten.